# Filosofie analitică
Filosofia analitică, cu componenta sa principală, Filosofia limbajului, se referă la suma curentelor filosofice din secolul al XX-lea, care au pornit de la ipoteza unei logici noi creată de Gottlob Frege și Bertrand Russel, având ca obiect principal limbajul natural și artificial, precum și relațiile acestuia cu realitățile non-verbale, care ar putea avea consecințe filosofice generale, contribuind la analiza conceptelor și la clarificarea ideilor. Aceste tendințe vin în opoziție evidentă cu curentele derivate din filosofia idealistă germană, în special cu heghelianismul și dialectica. Filosofia analitică s-a răspândit după cel de-Al doilea război mondial mai ales în Anglia și în Statele Unite ale Americii sub diferite nume ca Analiză lingvistică, Empirism logic, Pozitivism logic, Neorealism, care desenează particularitățile diverselor școli.
Filosofia analitică reprezintă o dezvoltare a neopozitivismului și își propune ca sarcină centrală cercetarea expresiilor naturale și a vorbirii comune, în perspectiva folosirii conceptelor filosofice pe baza unei metodologii științifice, refuzând orice formă de speculație metafizică. Diversele curente se deosebesc în ceea ce privește alegerea procedeelor analitice. Astfel unele direcții ale filosofiei limbajului își propun cercetarea anumitor cuvinte și propozițiuni, în vederea obținerii unei definiții clare a terminologiei filosofice. Altele, dimpotrivă, sunt în căutarea unor criterii care să permită deosebirea dintre o exprimare cu semnificație clară și una lipsită de sens. În fine, un ultim grup își concentrează atenția asupra elaborării formale a unui limbaj simbolic pe baze matematice, care să permită în mod efectiv tratarea problemelor filosofice.

## Precursorii și primii reprezentanți moderni ai filosofiei analitice
Folosirea unei metode analitice a limbajului poate fi întâlnită încă din filosofia antichității. Multe din dialogurile socratice ale lui Platon au drept conținut clarificarea unor concepte sau noțiuni. Astfel, în dialogul Cratilos, vorbirea este definită drept "unealtă instructivă" pentru transmiterea înțelegerii, reprezentare care poate fi întâlnită până în așa zisul Organon al lui Karl Bühler.
Sub influența empiriștilor englezi John Locke, George Berkeley, David Hume și John Stuart Mill, precum și a lucrărilor filosofului și matematicianului german Gottlob Frege, gânditorii englezi George Edward Moore și Bertrand Russel au pus bazele metodei analitice în curentele lingvistice contemporane. Fondatori ai neorealismului, ei consideră că analiza exactă a limbajului reprezintă dezideratul principal al oricărei atitudini în filosofie și resping cu fermitate modelul idealist al realității în tradiția lui Hegel. În mod deosebit este criticată teza metafizicianului englez Francis Herbert Bradley, după care realitatea nu ar fi un produs al percepției senzoriale, ci o reprezentare spirituală, în consecință neabordabilă cu mijloace de investigare științifică și inaptă de orice posibilitate de previziune.

## De la Moore și Russel la Wittgenstein și la pozitivismul logic
Moore susține că principala sarcină a filosofiei ar fi analiza și clarificarea semnificației noțiunilor, discutând critic afirmațiile altor filosofi. Consideră că speculațiile idealiste pot duce la afirmații absurde (Refutation of Idealism, 1903) și se bazează pe adevărul conținut în "bunul simț comun" (A Defence of Common sense, 1924).
Russell, impresionat de precizia științelor matematice, încearcă să elaboreze un limbaj specializat corespunzător legității logice, care să reflecte cu exactitate obiectivitatea. Teza de bază consta în posibilitatea diviziunii unei fraze în părți elementare (propositional particles), analog celor mai mici particule constitutive ale universului, atomii (logical atomisme). Această analiză a structurii limbajului permite deosebirea formei gramaticale de cea logică a unei afirmații, eliminând astfel sursa multor confuzii în exprimarea filosofică.
Impresionat de lucrările lui Bertrand Russell, Ludwig Wittgenstein vine la Cambridge pentru a studia cu cel pe care îl consideră mentorul său. Deja în prima sa lucrare, Tractatus Logico-Philosophicus (1921), Wittgenstein insista asupra faptului că orice concepție filosofică ar trebui să întreprindă în primul rând o critică a limbajului, care să servească clarificării ideilor exprimate. În această primă perioadă, Wittgenstein consideră că o afirmație poate transmite o informație adevărată și - prin aceasta - poate avea o semnificație științifică, numai în cazul când este capabilă să reflecte realitatea. În consecință, toate aserțiunile metafizice, teologice sau morale sunt, pentru Wittgenstein, lipsite de sens.
Sub influența lui Russell, Wittgenstein și a tezelor fizicianului austriac Ernst Mach asupra empiriocriticismului, la Viena ia ființă o mișcare ce reunește filosofi și matematicieni, denumită pozitivism logic, având ca principali reprezentanți pe Moritz Schlick și Rudolf Carnap. Pentru "Cercul vienez", filosofia ar trebui să aibă ca scop precizarea sensului noțiunilor, și nu descoperirea de fapte noi, care reprezintă sarcina disciplinelor științifice. Afirmațiile considerate logice ar putea fi clasificate prin urmare în două categorii: cele adevărate din punct de vedere analitic (un exemplu devenit celebru: doi plus doi egal patru) și cele verificabile empiric. Alfred Jules Ayer a răspândit aceste teze în spațiul de limbă engeză în lucrarea sa Language, Truth and Logic ("Limbaj, adevăr și logică"), în care modelele empirice vin în contact cu cele fenomenologice. Pozitivismul logic a fost criticat de Karl Popper. El consideră că teoria semnificației împiedică înțelegerea vorbirii. Wittgenstein însuși, în lucrările de mai târziu, reunite în Philosophical Researchs (apărută postum în 1953), renunță la unele din tezele sale anterioare și tematizează necesitatea unei combateri decisive a confuziei rezultate din înțelegerea eronată a limbajului. Semnificația unei aserțiuni (revelația semantică) rezultă doar dintr-un context pragmatic în vorbirea de fiecare zi.

## Tendințe noi și critici ale filosofiei analitice
În perioada ulterioară, contribuții interesante au adus filosofii englezi Gilbert Ryle, John Langshaw Austin și Pieter Frederick Strawson, precum și americanul Willard Van Orman Quine. Ryle s-a ocupat în special cu aspectul gramatical al afirmațiilor și cu "limbajul mintal", care poate sugera prezența unor lucruri inexistente și falsa opinie a unei unități spirituale, asemănătoare unității corporale. Austin și Strawson au analizat relațiile dintre limbajul formal logic și cel obișnuit, precum și semnificația comportamentului comunicativ. În fine, Quine reprezintă punctul de vedere ontologic, după care sistemele lingvistice sunt asimilate modurilor pragmatice de transmitere a existenței
lucrurilor.
Criticii filosofiei analitice consideră că filosofia în totalitatea ei nu se poate limita doar la "analiza conceptelor" și că negarea distincției între analiză și sinteză întreprinsă de Quine ruinează claritatea și rigoarea gândirii filosofice. Filosofia analitică ar restrânge astfel spectrul investigației filosofice la analiza epistemologică și ontologică și astfel, o bună parte a gândirii ar fi negată. Unii autori moderni, de ex. Pascal Engel, încearcă să concilieze cele două tradiții într-o manieră sintetică cu tendință dublă, reunind stilul literar desăvârșit cu claritatea și precizia afirmațiilor științifice.